# 盧比安納城
盧比安納城是斯洛維尼亞的一座中世紀城堡，位於盧比安納城堡山上，俯瞰老城區。據考古調查發現，城堡一帶在西元前1200年就已經有建築存在。現在的城堡則主要修建於16至17世紀，修建的主要目的是抵禦鄂圖曼帝國和農民反抗。1905年，城堡由盧比安納市政府收購。現在城堡也是座觀光景點。

## 外部連結
- Ljubljana.info - Ljubljana castle （页面存档备份，存于） - Information on history, attractions and tours.
- Panoramic view from the castle tower （页面存档备份，存于）
- Ljubljana Castle on Google Maps （页面存档备份，存于） (map, photographs, street view)